# Leichtathletik-Europameisterschaften 2002/10.000 m der Frauen

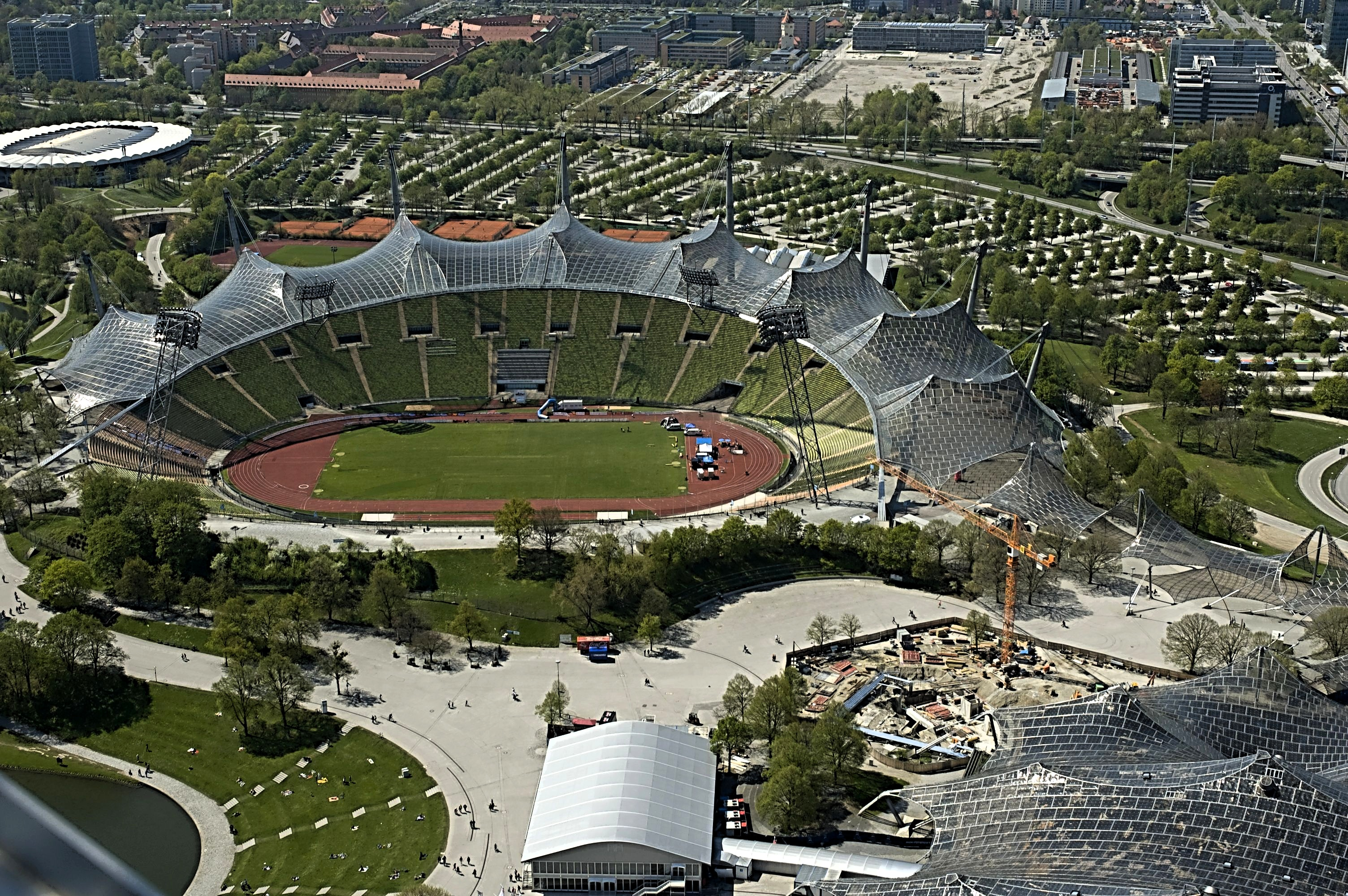
Das Olympiastadion in München von oben im Jahr 2009

Der 10.000-Meter-Lauf der Frauen bei den Leichtathletik-Europameisterschaften 2002 wurde am 6. August 2002 im Münchener Olympiastadion ausgetragen.
Europameisterin wurde die britische Vizeweltmeisterin von 1999 Paula Radcliffe, die in einem Temporennen überlegen siegte und dabei einen neuen Europarekord aufstellte. Wie vier Tage später über 5000 Meter belegte die irische Titelverteidigerin Sonia O’Sullivan Rang zwei. Sie hatte auch auf anderen Strecken bereits einige Medaillen errungen. Bronze ging an die Russin Ljudmila Biktaschewa.
Das Rennen war so schnell, dass es neben dem Europarekord noch vier weitere Landesrekorde gab.

## Rekorde

### Bestehende Rekorde
| Weltrekord           | 29:31,78 min | Wang Junxia        | Peking, Volksrepublik China  | 8. September 1993 |
| Europarekord         | 30:13,74 min | Ingrid Kristiansen | Oslo, Norwegen               | 5. Juli 1986      |
| Meisterschaftsrekord | 30:23,25 min | Ingrid Kristiansen | EM Stuttgart, BR Deutschland | 30. August 1986   |

### Rekordverbesserungen
In diesem sehr schnellen Rennen am 6. August wurde ein neuer EM-Rekord aufgestellt. Außerdem gab es einen neuen Europarekord sowie vier weitere Landesrekorde:
- Meisterschaftsrekord:
  - 30:01,09 min – Paula Radcliffe, Großbritannien
- Europarekord:
  - 30:01,09 min – Paula Radcliffe, Großbritannien
- Landesrekorde:
  - 30:47,59 min – Sonia O’Sullivan, Irland
  - 31:13,96 min – Mihaela Botezan, Rumänien
  - 31:17,72 min – Jeļena Prokopčuka, Lettland
  - 32:18,62 min – Hrisostomía Iakóvou, Griechenland

## Durchführung
Wie auf der längsten Bahndistanz üblich gab es keine Vorrunde, alle 29 Teilnehmerinnen starteten in einem gemeinsamen Finale.

## Legende
Kurze Übersicht zur Bedeutung der Symbolik – so üblicherweise auch in sonstigen Veröffentlichungen verwendet:
| CR  | Championshiprekord                       |
| ER  | Europarekord                             |
| NR  | Nationaler Rekord                        |
| DNF | Wettkampf nicht beendet (did not finish) |

## Finale

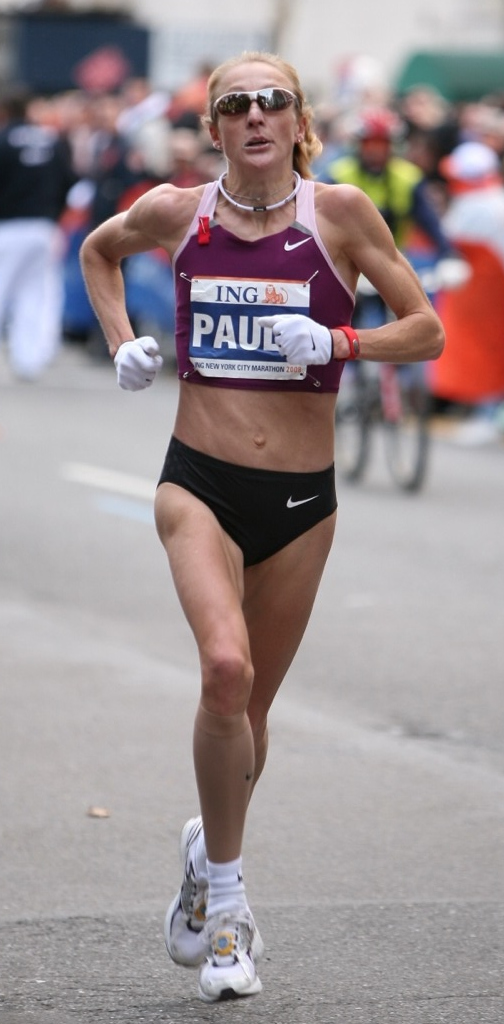
Europameisterin Paula Radcliffe, 1999 Vizeweltmeisterin, siegte mit Europarekord – später stellte sie im Marathonlauf einen Weltrekord auf
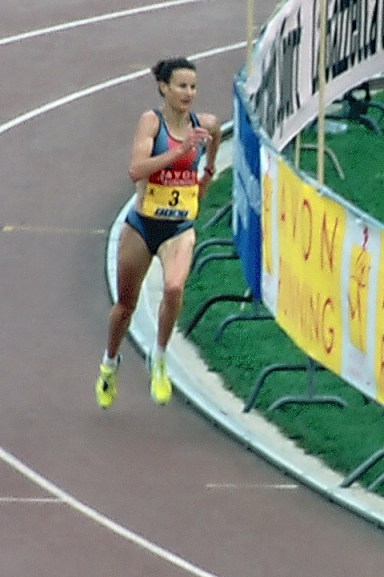
Vizeeuropameisterin Sonia O’Sullivan, 1998 war sie Doppeleuropameisterin über 5000 und 10.000 Meter, 1995 Weltmeisterin über 5000 Meter und 1994 3000-Meter-Europameisterin

6. August 2002
| Platz | Name                 | Nation         | Zeit (min)     |
| ----- | -------------------- | -------------- | -------------- |
| 1     | Paula Radcliffe      | Großbritannien | 30:01,09 ER/CR |
| 2     | Sonia O’Sullivan     | Irland         | 30:47,59 NR    |
| 3     | Ljudmila Biktaschewa | Russland       | 31:04,00       |
| 4     | Mihaela Botezan      | Rumänien       | 31:13,96 NR    |
| 5     | Jeļena Prokopčuka    | Lettland       | 31:17,72 NR    |
| 6     | Olivera Jevtić       | BR Jugoslawien | 31:47,82       |
| 7     | Constantina Tomescu  | Rumänien       | 31:53,61       |
| 8     | Gunhild Haugen       | Norwegen       | 31:57,02       |
| 9     | Sonja Stolić         | BR Jugoslawien | 32:00,55       |
| 10    | Sabrina Mockenhaupt  | Deutschland    | 32:08,52       |
| 11    | Galina Aleksandrowa  | Russland       | 32:11,52       |
| 12    | Maura Viceconte      | Italien        | 32:12,66       |
| 13    | Hrisostomía Iakóvou  | Griechenland   | 32:18,62 NR    |
| 14    | Anikó Kálovics       | Ungarn         | 32:22,61       |
| 15    | Alena Samokhvalova   | Russland       | 32:30,33       |
| 16    | Luminița Talpoș      | Rumänien       | 32:30,48       |
| 17    | Marie Davenport      | Irland         | 32:35,11       |
| 18    | Fatima Yvelain       | Frankreich     | 32:40,40       |
| 19    | Ana Dias             | Portugal       | 32:41,56       |
| 20    | Liz Yelling          | Großbritannien | 32:44,44       |
| 21    | Bente Landøy         | Norwegen       | 32:47,47       |
| 22    | Inga Juodeškienė     | Litauen        | 32:58,56       |
| 23    | Mónica Rosa          | Portugal       | 32:59,22       |
| 24    | Gloria Marconi       | Italien        | 33:01,11       |
| 25    | María Luisa Larraga  | Spanien        | 33:14,05       |
| 26    | Anne Keenan-Buckley  | Irland         | 33:19,94       |
| 27    | Nili Abramski        | Israel         | 34:51,15       |
| DNF   | Fernanda Ribeiro     | Portugal       |                |
| DNF   | Nataliya Berkut      | Ukraine        |                |

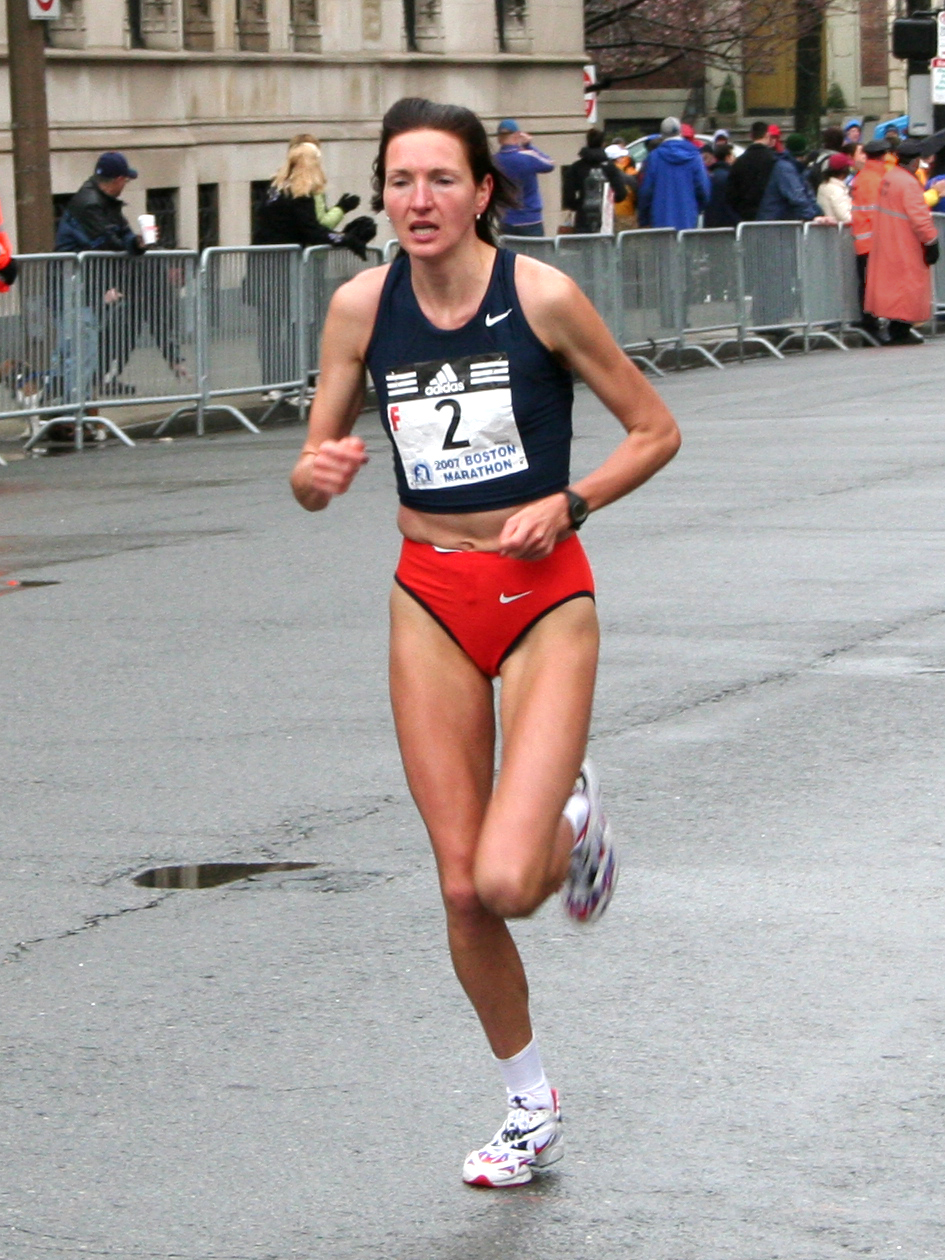
Jeļena Prokopčuka belegte Rang fünf
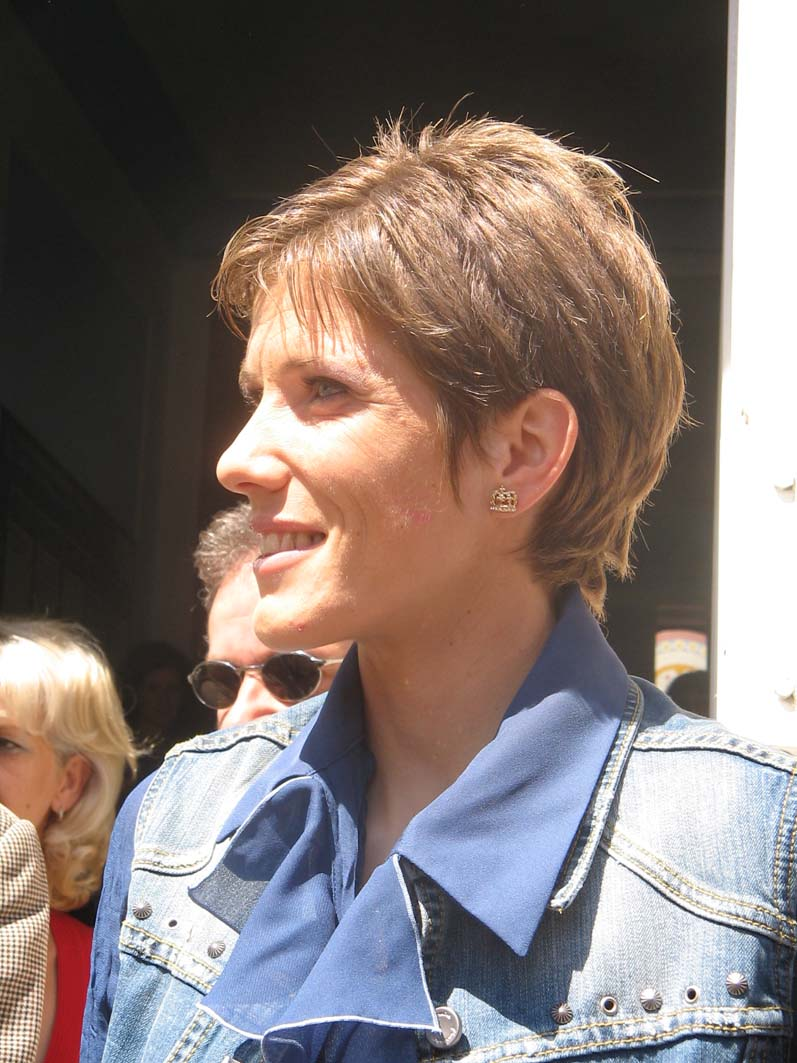
Olivera Jevtić kam auf den sechsten Platz

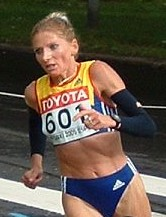
Rang sieben für Constantina Tomescu
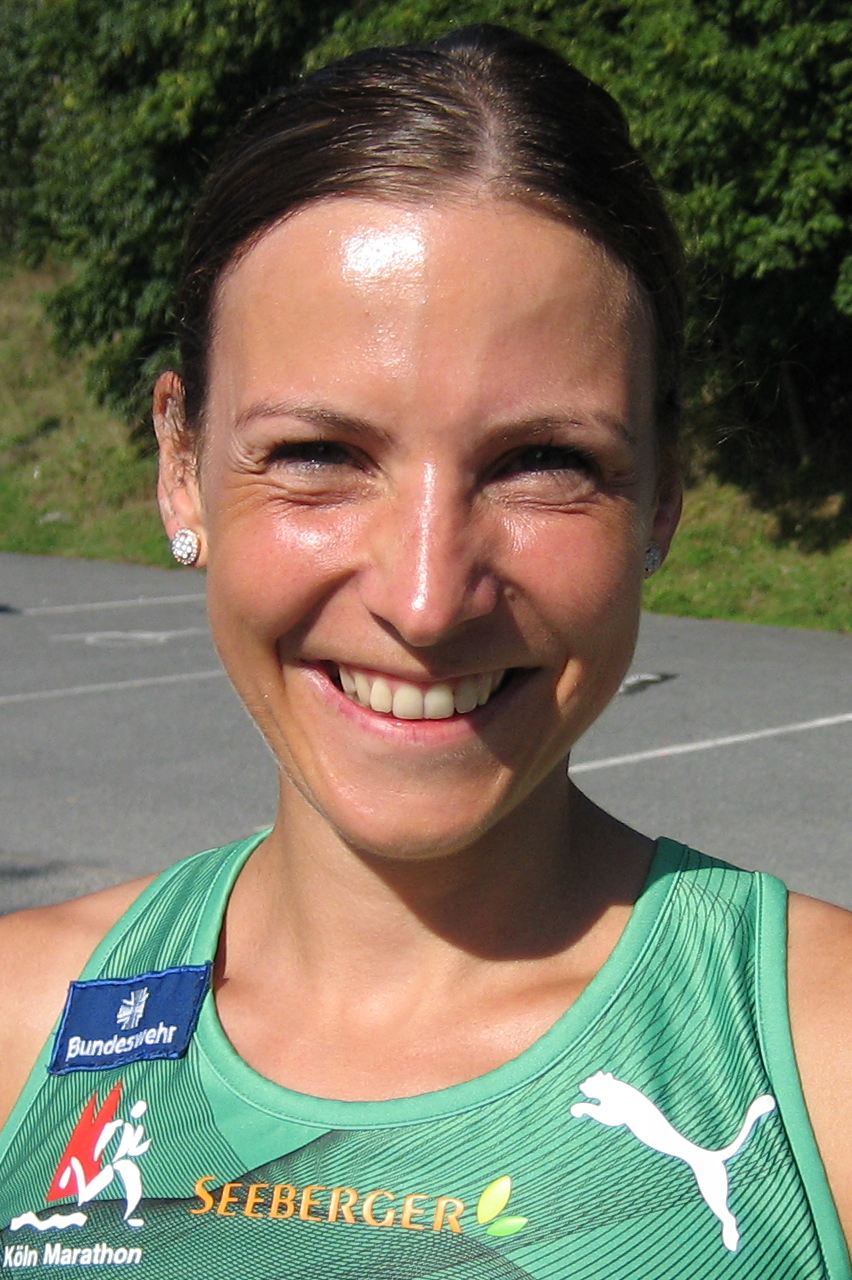
Sabrina Mockenhaupt erreichte Platz zehn
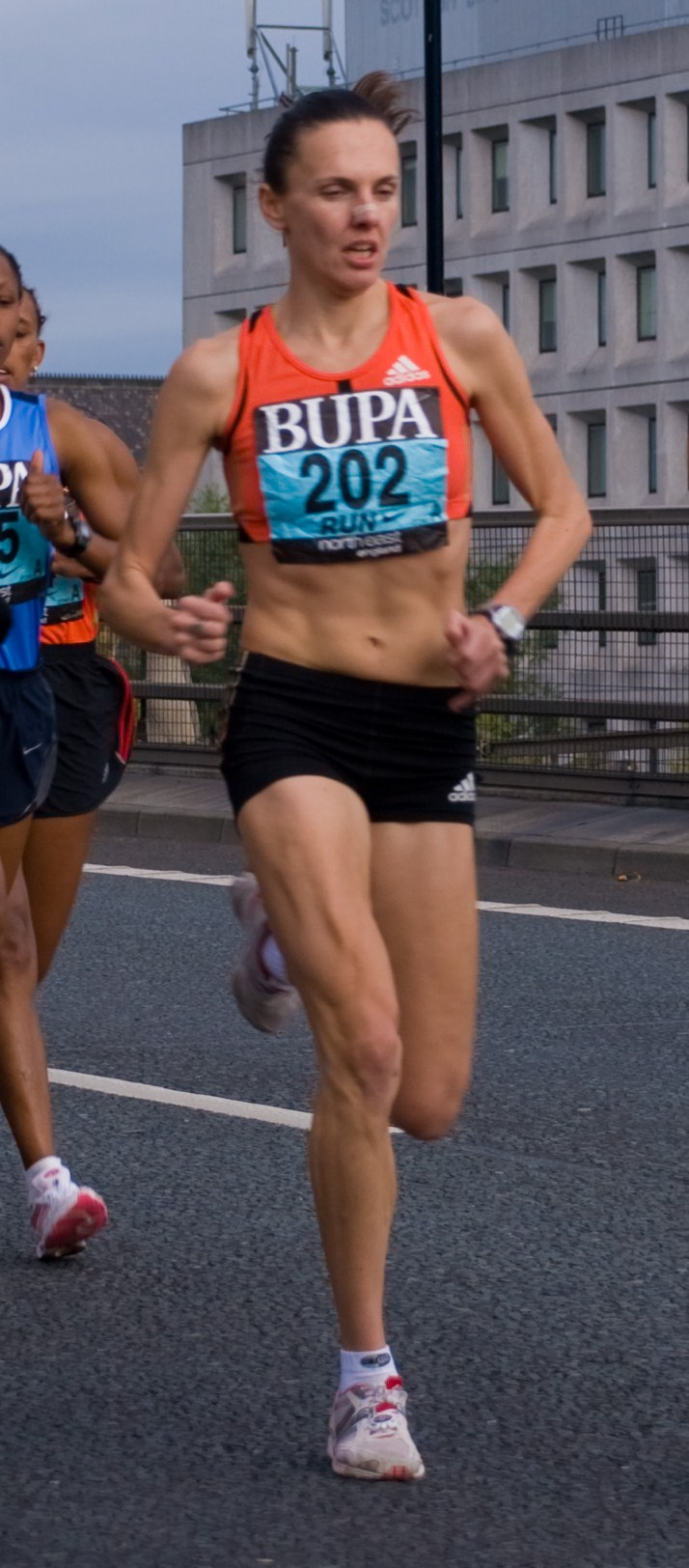
Anikó Kálovics wurde Vierzehnte

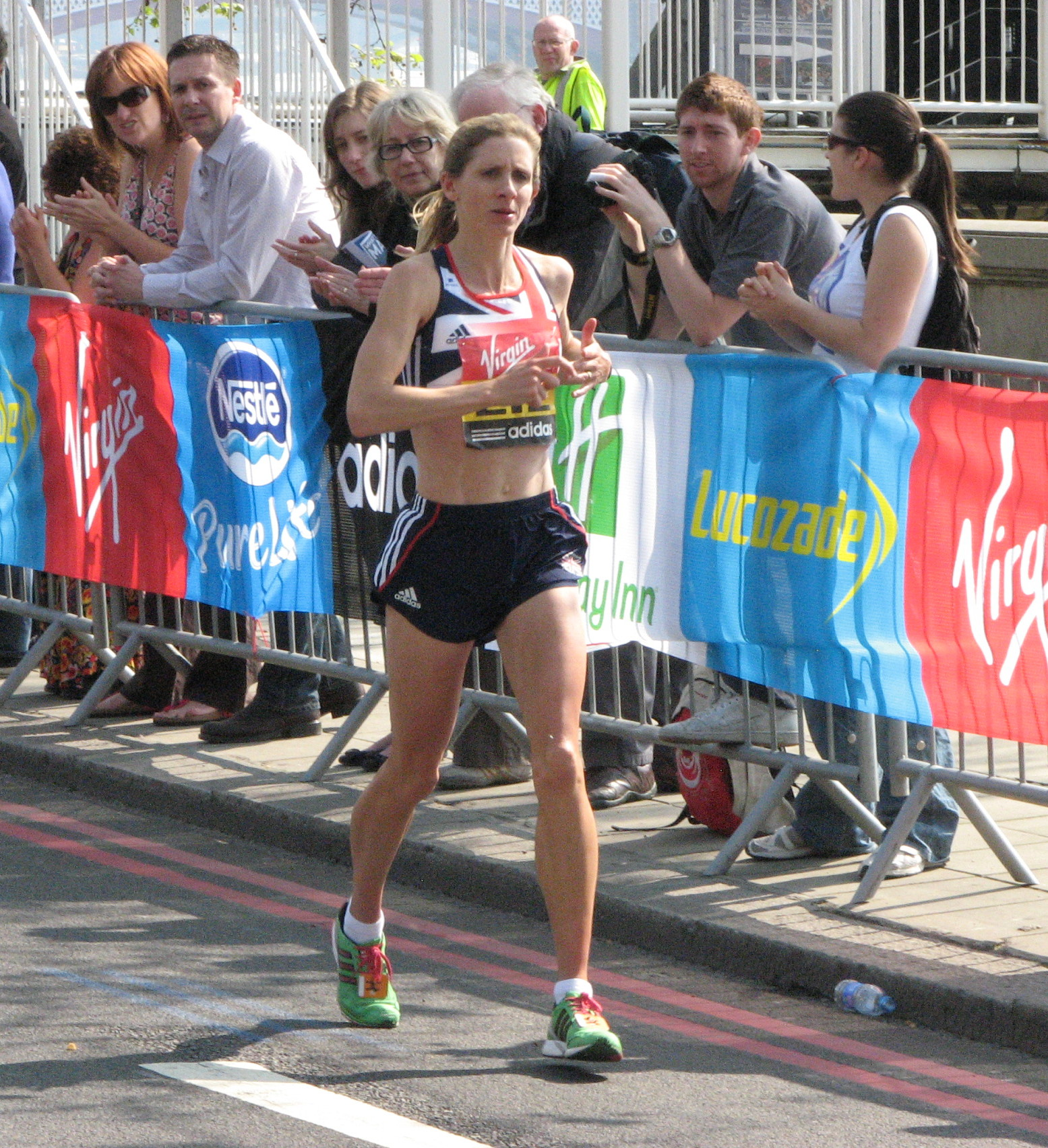
Platz zwanzig gab es für Liz Yelling
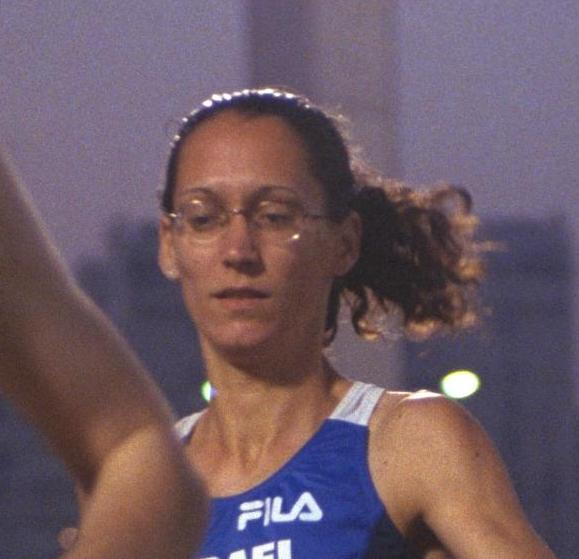
Nili Abramski erreichte Platz 27
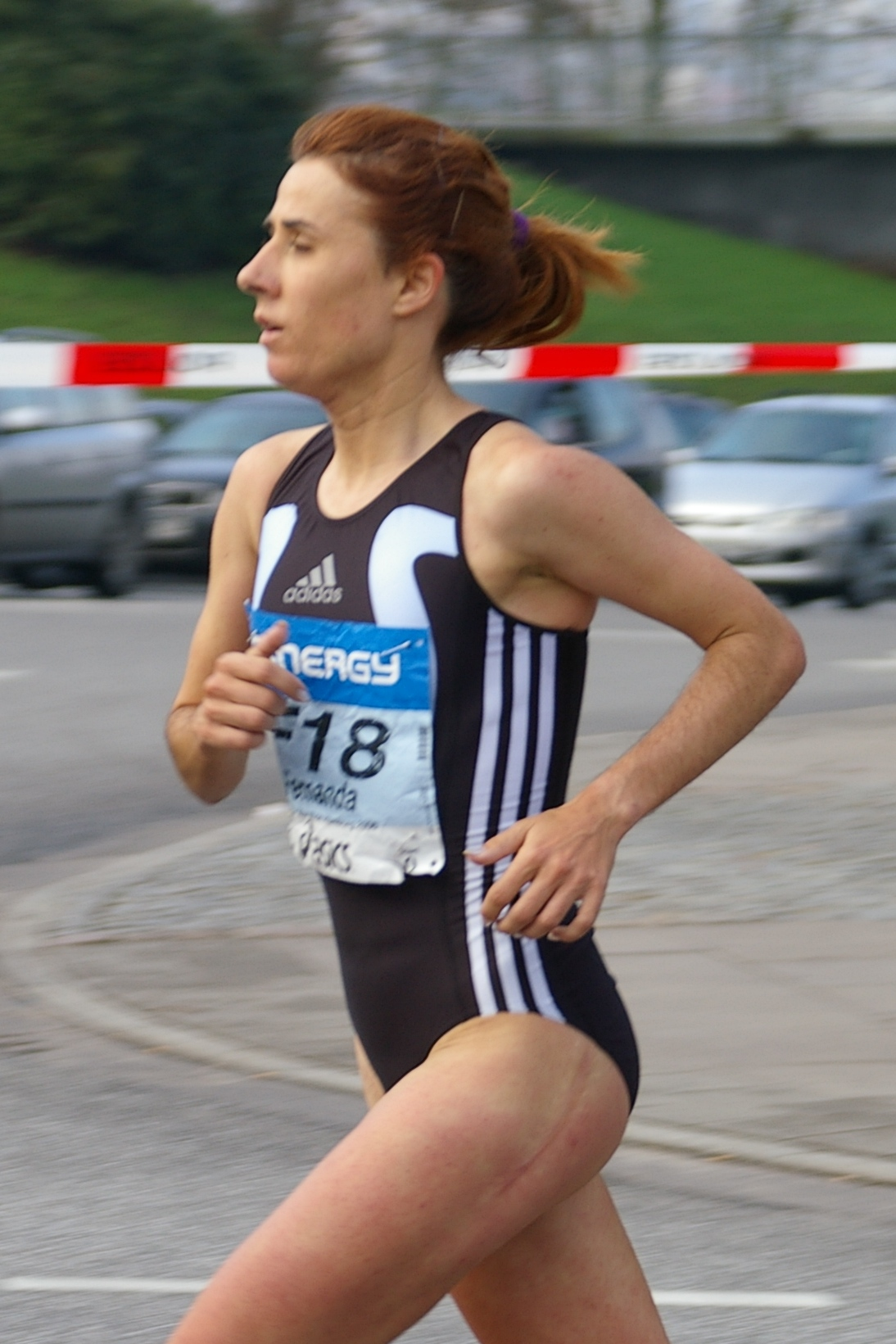
Fernanda Ribeiro, unter anderem Europameisterin von 1994 und Weltmeisterin von 1995, kam hier nicht ins Ziel

## Videolink
- 2002 European Athletics Championships (Munich) Women's 10,000 m Video by Jerry Walsh, youtube.com, abgerufen am 22. Januar 2023
- Paula Radcliffe Womens 10000m Final,Munich 2002, European Championships, youtube.com, abgerufen am 22. Januar 2023